# 富田健治

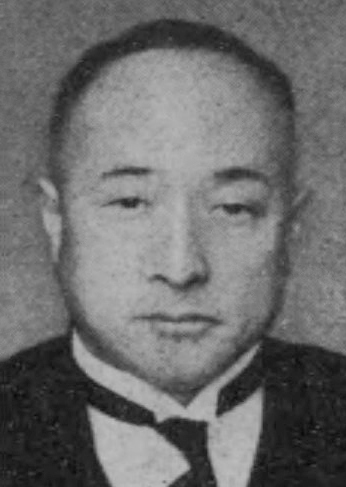
富田健治

富田 健治（とみた けんじ、1897年（明治30年）11月1日 - 1977年（昭和52年）3月23日）は、大正・昭和期の日本の内務官僚、政治家。兵庫県出身。石川県警察部長、官選長野県知事。第二次および第三次近衛内閣で内閣書記官長。貴族院議員。戦後、自由民主党衆議院議員。

## 来歴・人物
兵庫県神戸市生まれ。1921年（大正10年）京都帝国大学法学部卒業後、内務省に入り静岡県、岐阜県、神奈川県各警視。その間、内務事務官、福井県書記官・学務部長、拓務書記官、石川県書記官・警察部長、大阪府書記官・警察部長、内務省書記官・警保局保安課長、警保局長、長野県知事を歴任。父は富田熊作。ロンドン山中商会に勤務した昭和初期の美術商でバウアーコレクションと関わった。兵庫県猪名川町出身。猪名川町に「静思館」という熊作の迎賓館が残る。
1940年（昭和15年）7月から1941年（昭和16年）10月まで第二次および第三次近衛内閣で内閣書記官長を務め、新体制運動をおしすすめた。
1941年（昭和16年）10月16日から1946年（昭和21年）5月25日まで貴族院議員。1944年（昭和19年）以降、平塚市に居住。
1946年（昭和21年）8月に公職追放指定、1952年（昭和27年）3月公職追放解除。
1952年（昭和27年）、衆議院議員当選（兵庫2区）、自由民主党。以後、1955年に1度落選。1963年の落選による引退まで当選4回）。
1967年（昭和42年）、勲二等瑞宝章受章。
1977年（昭和52年）3月23日、死去。

## 栄典
勲章
- 1940年（昭和15年）8月15日 - 紀元二千六百年祝典記念章[3]

外国勲章佩用允許
- 1944年（昭和19年）7月20日 - 満州国国勢調査紀念章[4]

## 著作
- 『敗戦日本の内側　近衛公の思い出』古今書院、1962年。下記は抜粋版
  - 『近衛文麿と日米開戦――内閣書記官長が残した『敗戦日本の内側』』祥伝社新書、2019年 - 川田稔解説